# Chômage au Luxembourg
Le Luxembourg connaît en novembre 2019 un taux de chômage de 5,9 %, ce qui place le Luxembourg en dessous de la moyenne européenne.
Au 31 octobre 2018, 14 773 demandeurs d'emploi étaient inscrits à l'Agence pour le développement de l'emploi (ADEM).